# Stanislao Casimiritano
Stanislao Casimiritano, ovvero di Kazimierz, in polacco Stanisław Kazimierczyk (Kazimierz, 27 settembre 1433 – Kazimierz, 3 maggio 1489), fu un sacerdote polacco del XV secolo che venne canonizzato da papa Benedetto XVI nel 2010.

## Biografia
Nel 1456 entrò come religioso nella prepositura del Corpus Christi dei canonici regolari di sant'Agostino (comunità poi unitasi alla congregazione lateranense): si distinse come omileta e confessore e nella propagazione della devozione eucaristica.

## Culto
Oggetto di devozione popolare sin dalla morte, il suo culto fu promosso dall'allora arcivescovo di Cracovia, Karol Wojtyła, che, eletto papa, lo beatificò nel 1993. Papa Benedetto XVI lo ha proclamato santo il 17 ottobre 2010.